# Guido Colonna di Paliano
Guido Colonna di Paliano (Napoli, 16 aprile 1908 – Napoli, 27 gennaio 1982) è stato un diplomatico italiano.
Fu commissario europeo dal 1964 al 1970.

## Biografia
Guido Colonna di Paliano nasce dalla famiglia Colonna dei principi di Paliano e Summonte. Si laureò in giurisprudenza presso l'Università di Napoli nel 1930 .

### Carriera diplomatica
Colonna di Paliano servì come vice-console italiano in Canada dal maggio 1934 al maggio 1937. Nel dicembre 1958 fu nominato ambasciatore italiano in Norvegia.
Fu vicedirettore per gli affari politici del ministero degli esteri e poi fino al 1962 vice segretario generale dell'Organizzazione per la Cooperazione Economica Europea. Tra il 1962 e il 1964 fu vice segretario generale della NATO.

### Commissario europeo
Il 30 luglio 1964 subentrò a Giuseppe Caron come commissario europeo per il mercato interno, nell'ambito della Commissione Hallstein II.
Colonna di Paliano fece parte anche della successiva Commissione Rey (1967-1970), incaricato come commissario europeo per l'industria. Si dimise l'8 maggio 1970, poco prima della fine del mandato della Commissione.
Il 18 marzo 1970 Colonna di Paliano presentò il documento La politica industriale della Comunità, noto come "Memorandum Colonna". Il documento pose le basi della politica industriale comunitaria. Tra gli obiettivi principali vi erano il completamento del mercato interno attraverso la piena realizzazione della libertà di circolazione delle merci, la liberalizzazione dei mercati pubblici a livello europeo e la libera circolazione dei capitali, la promozione della collaborazione comunitaria a livello di ricerca e sviluppo, la promozione di settori industriali innovativi e la promozione di ristrutturazioni industriali verso una maggiore concentrazione.
Colonna è stato descritto dai suoi collaboratori come un conservatore, di orientamento europeista e francofilo.

### Altre attività
Nel maggio 1970 Colonna di Paliano divenne presidente della catena di grandi magazzini La Rinascente. Fu membro della Commissione Trilaterale.

## Vita personale
Colonna di Paliano si sposò a New York nel 1938 con Tatiana Conus, figlia di un musicista e di una principessa russi.

## Ascendenza[7]
|                                                     |   |                                                                  | Genitori                                                 |  |  | Nonni |  |  | Bisnonni                                    |  |  | Trisnonni                                |  |
|                                                     |   |                                                                  |                                                          |  |  |       |  |  | Aspreno I Colonna, XIII principe di Paliano |  |  | Fabrizio Colonna dei principi di Paliano |  |
|                                                     |   |                                                                  |                                                          |  |  |       |  |  | Aspreno I Colonna, XIII principe di Paliano |  |  | Fabrizio Colonna dei principi di Paliano |  |
|                                                     |   | Bianca Doria, duchessa di Tursi                                  |                                                          |  |  |       |  |  | Aspreno I Colonna, XIII principe di Paliano |  |  |                                          |  |
| Edoardo Colonna di Paliano, I principe di Summonte  |   |                                                                  |                                                          |  |  |       |  |  | Aspreno I Colonna, XIII principe di Paliano |  |  |                                          |  |
|                                                     |   | Maria Giovanna Cattaneo della Volta dei principi di San Nicandro | Augusto Cattaneo della Volta, V principe di San Nicandro |  |  |       |  |  |                                             |  |  |                                          |  |
|                                                     |   | Maria Giovanna Cattaneo della Volta dei principi di San Nicandro | Augusto Cattaneo della Volta, V principe di San Nicandro |  |  |       |  |  |                                             |  |  |                                          |  |
|                                                     |   | Maria Giovanna Cattaneo della Volta dei principi di San Nicandro | Teresa Colonna di Stigliano dei principi di Sonnino      |  |  |       |  |  |                                             |  |  |                                          |  |
| Stefano Colonna di Paliano, II principe di Summonte |   | Maria Giovanna Cattaneo della Volta dei principi di San Nicandro |                                                          |  |  |       |  |  |                                             |  |  |                                          |  |
|                                                     |   | Luciano Brunas Serra dei principi di Gerace                      | Giovanni Agostino Serra, VIII principe di Gerace         |  |  |       |  |  |                                             |  |  |                                          |  |
|                                                     |   | Luciano Brunas Serra dei principi di Gerace                      | Giovanni Agostino Serra, VIII principe di Gerace         |  |  |       |  |  |                                             |  |  |                                          |  |
|                                                     |   | Luciano Brunas Serra dei principi di Gerace                      | …                                                        |  |  |       |  |  |                                             |  |  |                                          |  |
| Maria Brunas Serra dei duchi di Cardinale           |   | Luciano Brunas Serra dei principi di Gerace                      |                                                          |  |  |       |  |  |                                             |  |  |                                          |  |
|                                                     |   | Giovanna Filangieri, VII duchessa di Cardinale                   | Carlo Filangieri, VI principe di Satriano                |  |  |       |  |  |                                             |  |  |                                          |  |
|                                                     |   | Giovanna Filangieri, VII duchessa di Cardinale                   | Carlo Filangieri, VI principe di Satriano                |  |  |       |  |  |                                             |  |  |                                          |  |
|                                                     |   | Giovanna Filangieri, VII duchessa di Cardinale                   | Maria Agata Moncada dei principi di Paternò              |  |  |       |  |  |                                             |  |  |                                          |  |
| Guido Colonna di Paliano dei principi di Summonte   |   | Giovanna Filangieri, VII duchessa di Cardinale                   |                                                          |  |  |       |  |  |                                             |  |  |                                          |  |
|                                                     | … | …                                                                |                                                          |  |  |       |  |  |                                             |  |  |                                          |  |
|                                                     | … | …                                                                |                                                          |  |  |       |  |  |                                             |  |  |                                          |  |
|                                                     | … | …                                                                |                                                          |  |  |       |  |  |                                             |  |  |                                          |  |
| Edoardo, marchese Cianciulli                        | … |                                                                  |                                                          |  |  |       |  |  |                                             |  |  |                                          |  |
|                                                     |   | …                                                                | …                                                        |  |  |       |  |  |                                             |  |  |                                          |  |
|                                                     |   | …                                                                | …                                                        |  |  |       |  |  |                                             |  |  |                                          |  |
|                                                     |   | …                                                                | …                                                        |  |  |       |  |  |                                             |  |  |                                          |  |
| Maria Dorotea dei marchesi Cianciulli               |   | …                                                                |                                                          |  |  |       |  |  |                                             |  |  |                                          |  |
|                                                     |   | …                                                                | …                                                        |  |  |       |  |  |                                             |  |  |                                          |  |
|                                                     |   | …                                                                | …                                                        |  |  |       |  |  |                                             |  |  |                                          |  |
|                                                     |   | …                                                                | …                                                        |  |  |       |  |  |                                             |  |  |                                          |  |
| Vincenza Spiriti dei duchi di Castelnuovo           |   | …                                                                |                                                          |  |  |       |  |  |                                             |  |  |                                          |  |
|                                                     |   | …                                                                | …                                                        |  |  |       |  |  |                                             |  |  |                                          |  |
|                                                     |   | …                                                                | …                                                        |  |  |       |  |  |                                             |  |  |                                          |  |
|                                                     |   | …                                                                | …                                                        |  |  |       |  |  |                                             |  |  |                                          |  |
|                                                     |   | …                                                                |                                                          |  |  |       |  |  |                                             |  |  |                                          |  |